# Matsudaira Yoshikuni (Fukui)
Matsudaira Yoshikuni (Fukui) est un nom japonais traditionnel ; le nom de famille (ou le nom d'école), Matsudaira, précède donc le prénom (ou le nom d'artiste).
Matsudaira Yoshikuni (松平 吉邦, 2 mars 1681-20 janvier 1722) est un daimyo du milieu de l'époque d'Edo, à la tête du domaine de Fukui dans la province d'Echizen.

## Biographie
Sixième fils de Matsudaira Masakatsu, né à Edo en 1681, il est d'abord connu sous le nom de « Katsuchiyo ». En 1710, il est adopté par Matsudaira Yoshinori.
Après la retraite de Yoshinori en 1710, il devient chef de clan et prend la tête du domaine de son père. Plus tard, il obtient le droit de percevoir une commission pour l'administration d'un territoire shogunal d'un revenu de 103 000 koku à Echizen.
Connu comme un grand amateur de sumo, Yoshikuni est également grandement salué par le huitième shogun Yoshimune pour ses programmes d'épargne.
Lorsqu'il meurt en 1721 à l'âge de 41 ans, c'est son frère Munemasa qui lui succède.

## Source de la traduction
- (en) Cet article est partiellement ou en totalité issu de l’article de Wikipédia en anglais intitulé « Matsudaira Yoshikuni (Fukui) » (voir la liste des auteurs).